# Penstemon palmeri
Penstemon palmeri är en grobladsväxtart som beskrevs av Asa Gray. Penstemon palmeri ingår i släktet penstemoner, och familjen grobladsväxter.

## Underarter
Arten delas in i följande underarter:
- P. p. eglandulosus
- P. p. macranthus

## Bildgalleri

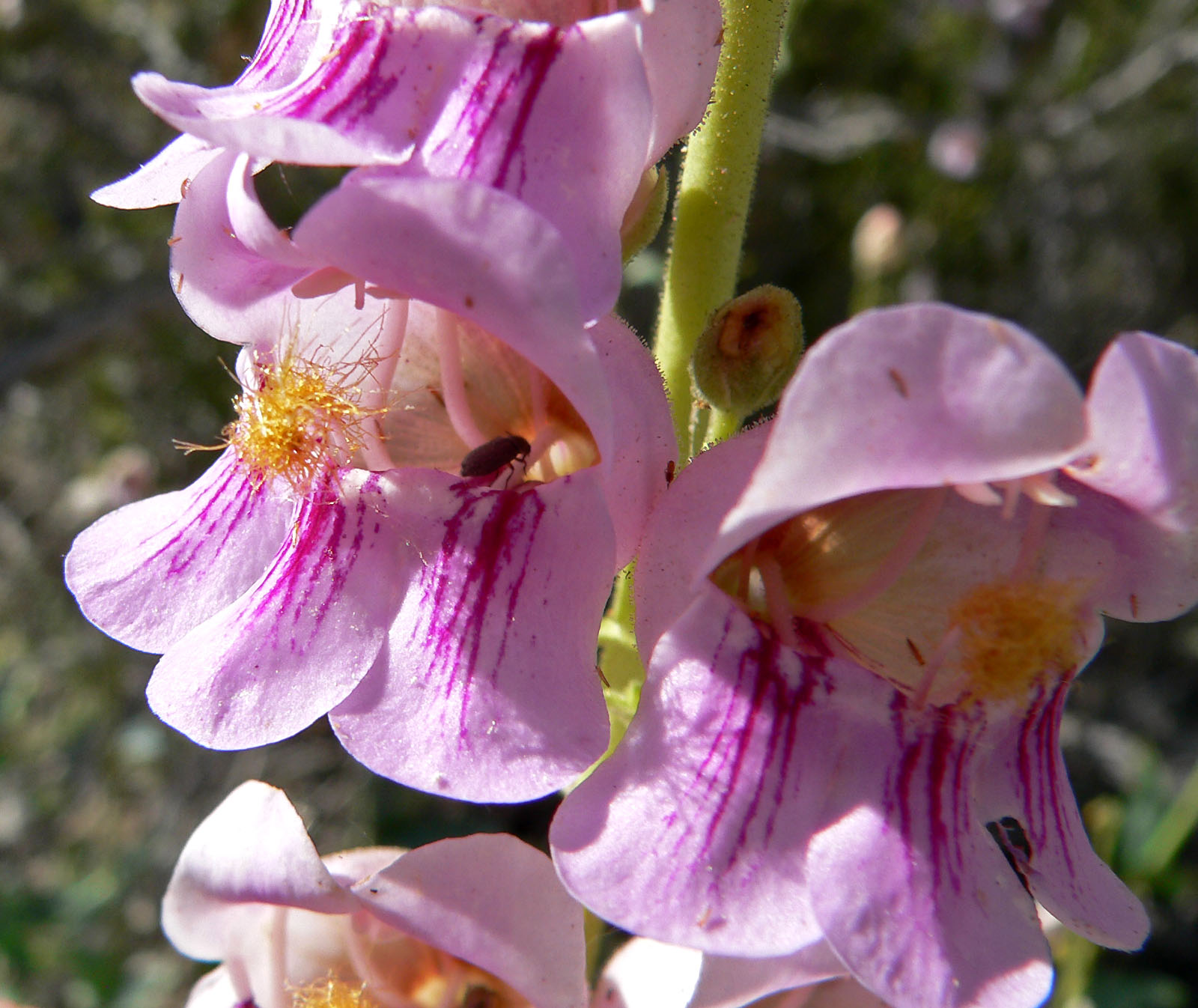
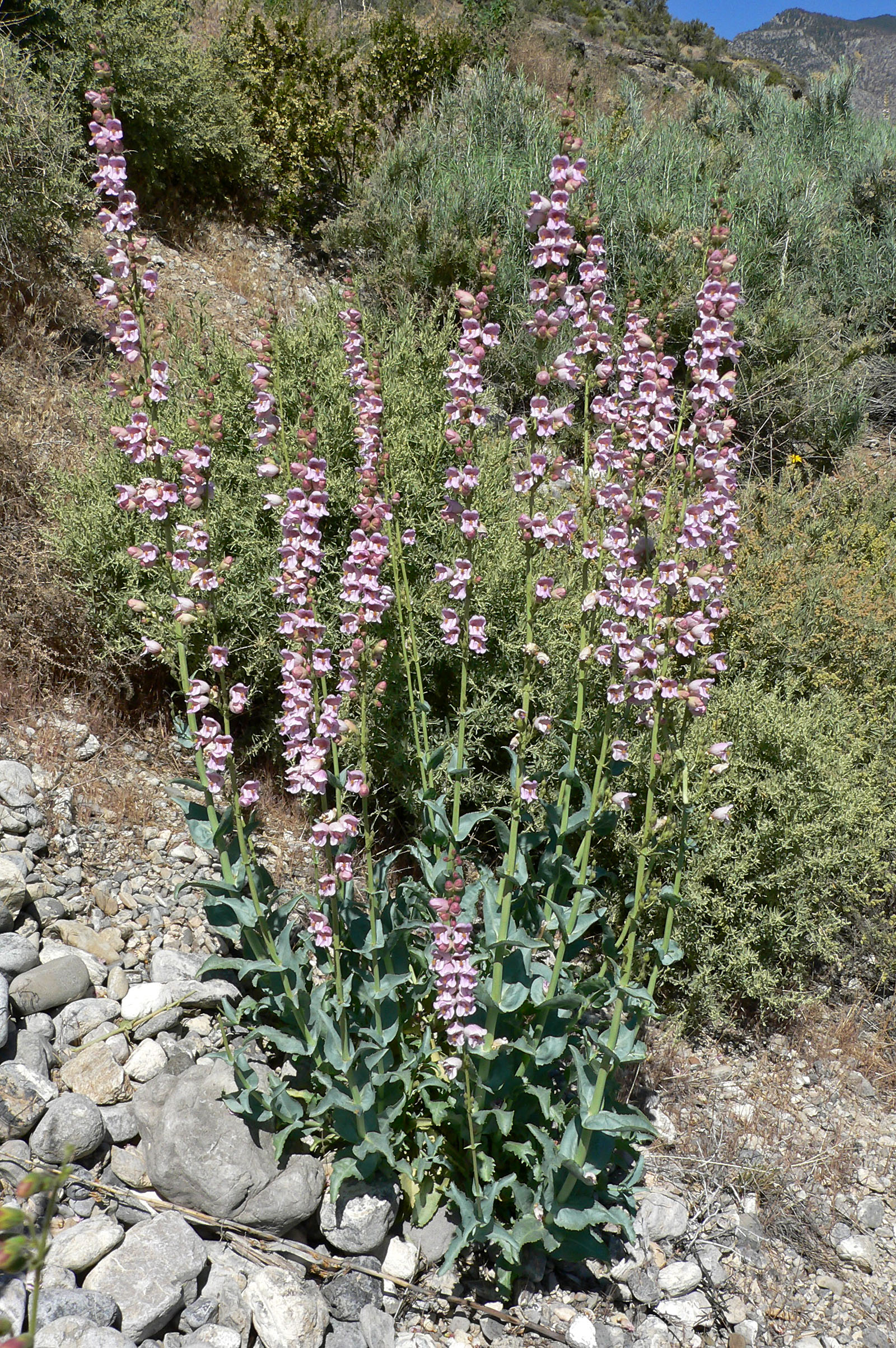
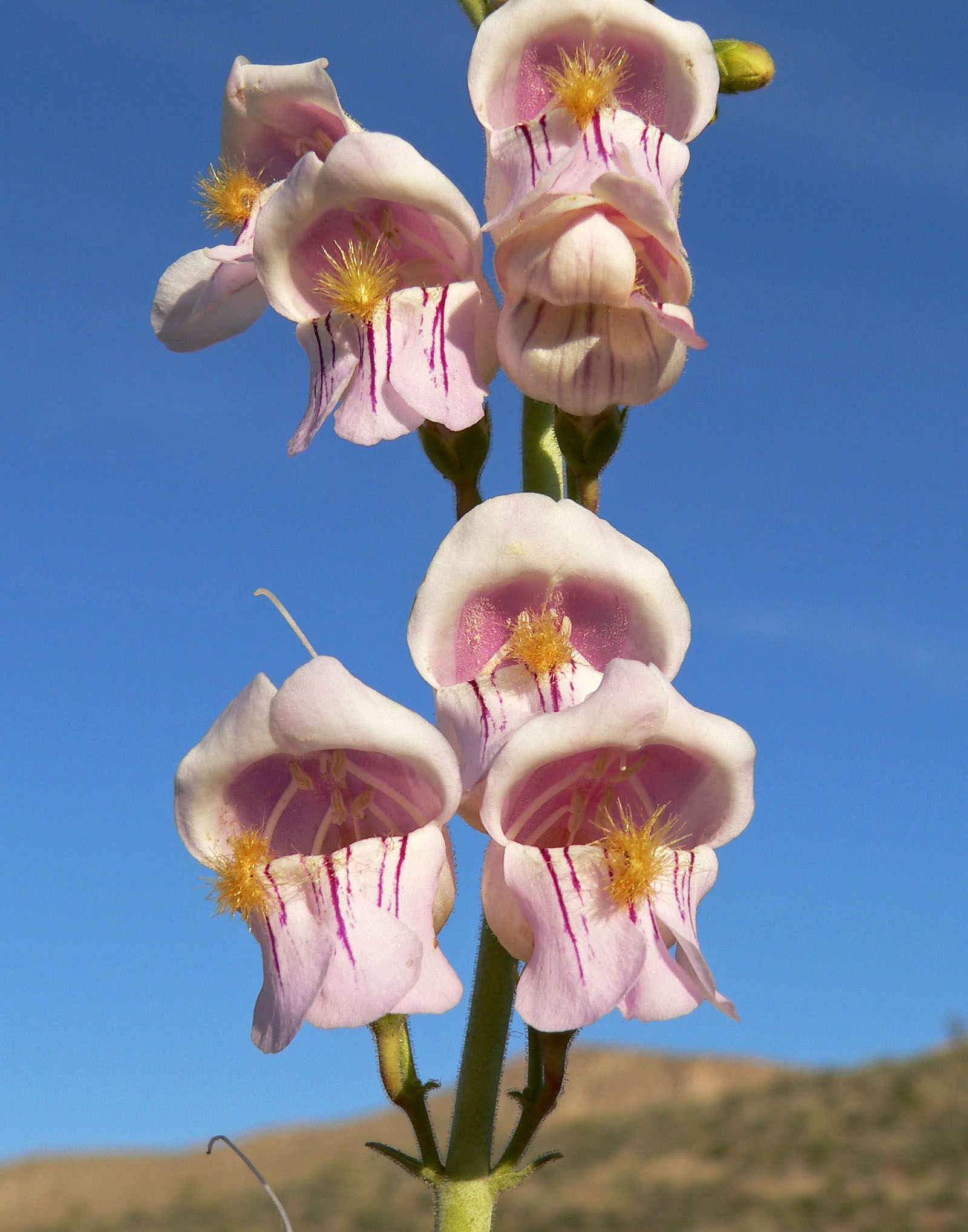
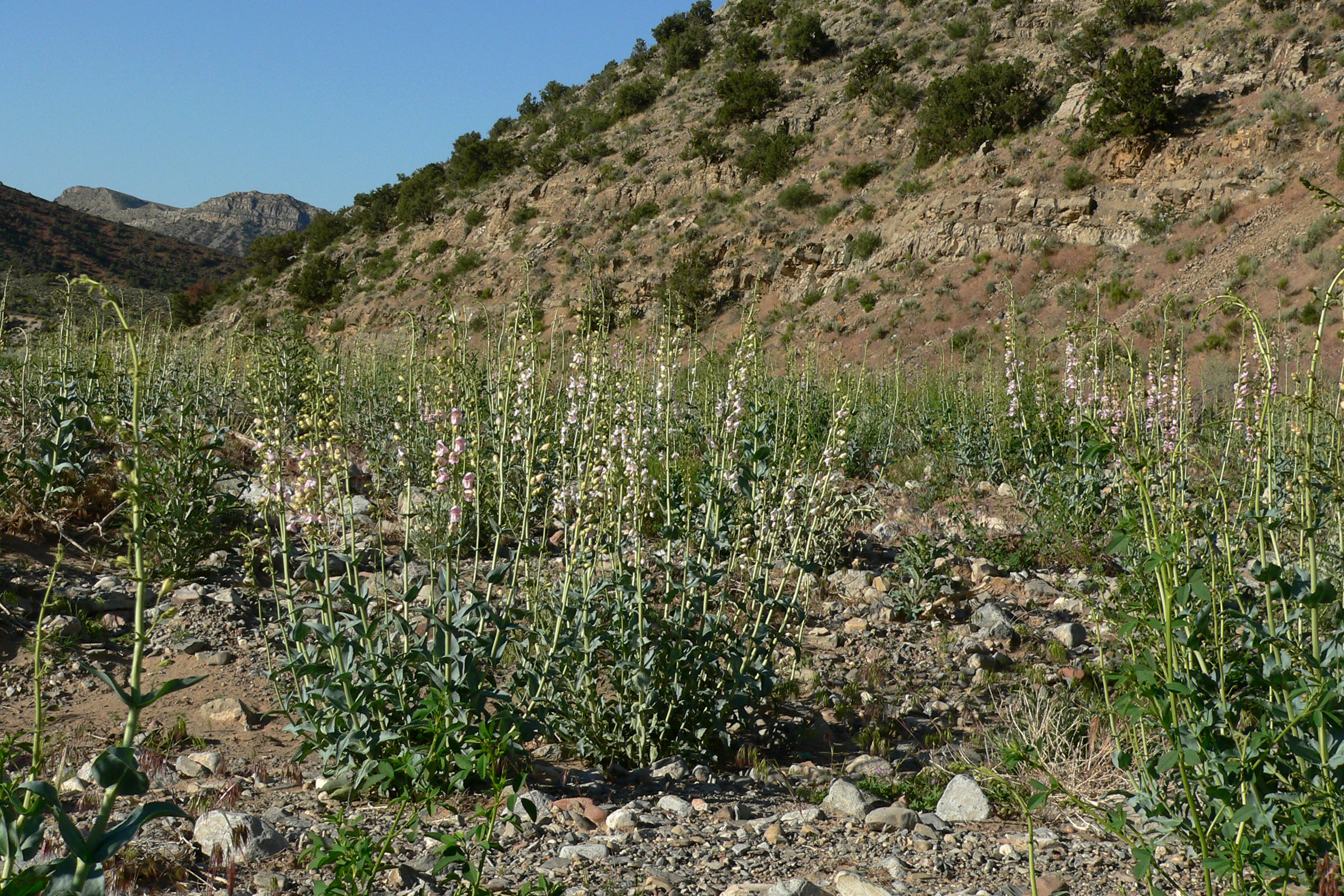
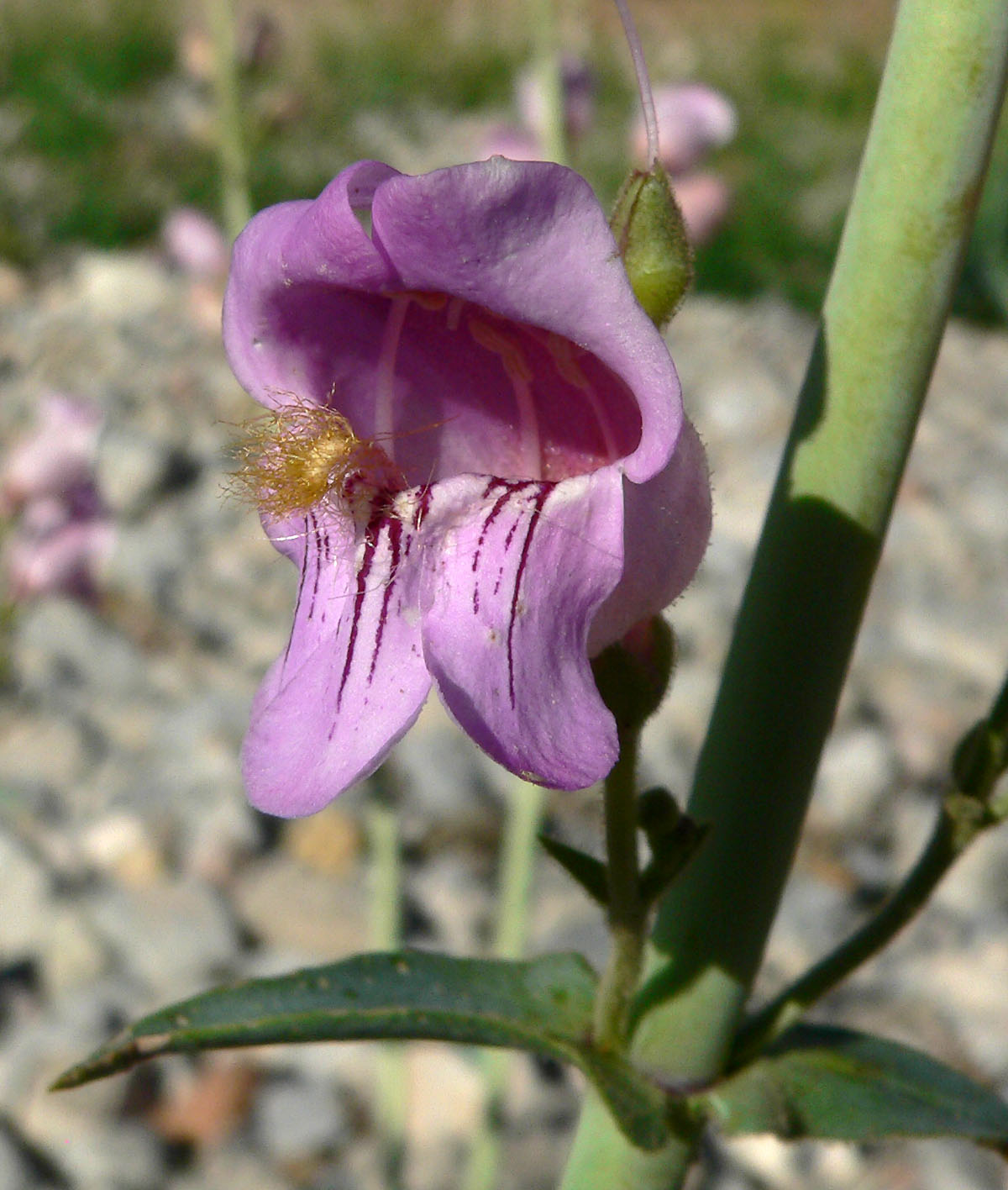
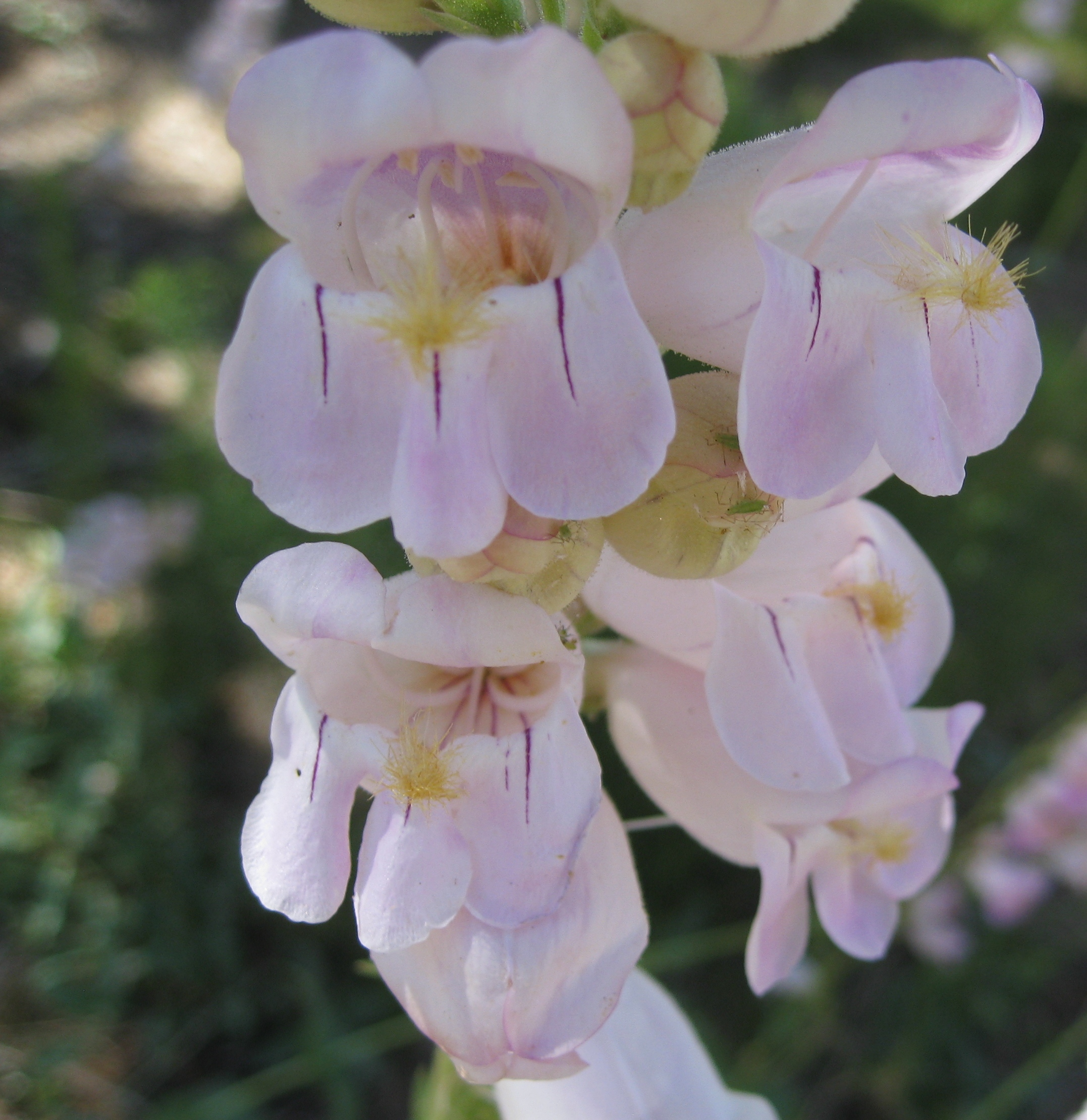